# Таев, Иван Сергеевич
Иван Сергеевич Таев (10 ноября 1919 — 6 июля 1997) — профессор, доктор технических наук. Представитель московской школы электротехники. Автор пособия «Электрические аппараты управления». Ведущий специалист на территории СССР в области низковольтных электрических аппаратов в период с 1960 по 1990 год.

## Биография
Иван Сергеевич Таев родился 10 ноября 1919 года в Рыбинском районе Ярославской области. 
После окончания школы поступил на факультет автоматики Московского энергетического института. Среди курсов, которые он изучал, были «Электрические аппараты». Преподавателем этой дисциплины был доктор технических наук, профессор А. Я. Буйлов. Лекции А. Я. Буйлова так понравились Ивану Сергеевичу Таеву, что он решил перевестись с факультета автоматики, на котором учился, на электромашиноаппаратостроительный факультет, который сокращенно называется ЭМАС и начал учиться на кафедре электроаппаратостроения. После выпуска из МЭИ, Иван Таев уехал в Ярославль и стал работать в сети "Ярэлектро". Затем принял решение поступить в аспирантуру, и вернулся в Москву в МЭИ. После окончания аспирантуры, остался работать на кафедре электроаппаратостроения. До начала 1970-х годов, он защитил кандидатскую, а затем и докторскую диссертации.
Иван Таев был наставником для многих студентов и аспирантов. Среди них — кандидат технических наук, доцент Евгений Георгиевич Акимов, который вспоминал, что именно Иван Сергеевич Таев, как педагог, оказал на него, специалиста-электроаппаратчика, основное влияние. Иван Таев стал преподавателем Евгения Акимова в 1967 году. В это время он исследовал проблему «прочности межконтактного промежутка» в электрических аппаратах. После того, как Евгений Акимов окончил института, Иван Таев добился, чтобы его ученика оставили работать на кафедре. Среди других его учеников и аспирантов: Геннадий Геннадьевич Нестеров, Вячеслав Петрович Ураев, Валерий Алексеевич Головенкин, Виктор Николаевич Кузнецов, В. А. Журавлев, И. З. Терзи, З. П. Кемалова, Э. Р. Гольцман, Е. Г. Егоров, А. А. Гаспарян, В. С. Генин, Т. М. Муфтахова, Е. П. Попова, И. А. Рагулин, А.Комиссаренко.
Иван Сергеевич Таев принимал участие в международном симпозиуме «СИЕЛА», который проводился в Болгарии на протяжении нескольких лет. Сотрудничал с ВНИИ Электроаппарат города Харькова. Принимал участие в написании пособия «Электрическая дуга в аппаратах низкого напряжения», учебника «Основы теории электрических аппаратов», монографии «Электрические контакты и дугогасительные устройства аппаратов низкого напряжения», учебного пособия «Электрические аппараты. Общая теория», учебника «Основы теории электрических аппаратов». Автор учебного пособия «Электрические аппараты управления», опубликованного в 1969 году.
С 1974 по 1989 год был заведующим кафедры «Электрические аппараты» МЭИ.
Иван Сергеевич Таев умер 6 июля 1997 года.